# Kammerschleuse (Ludwigshafen)

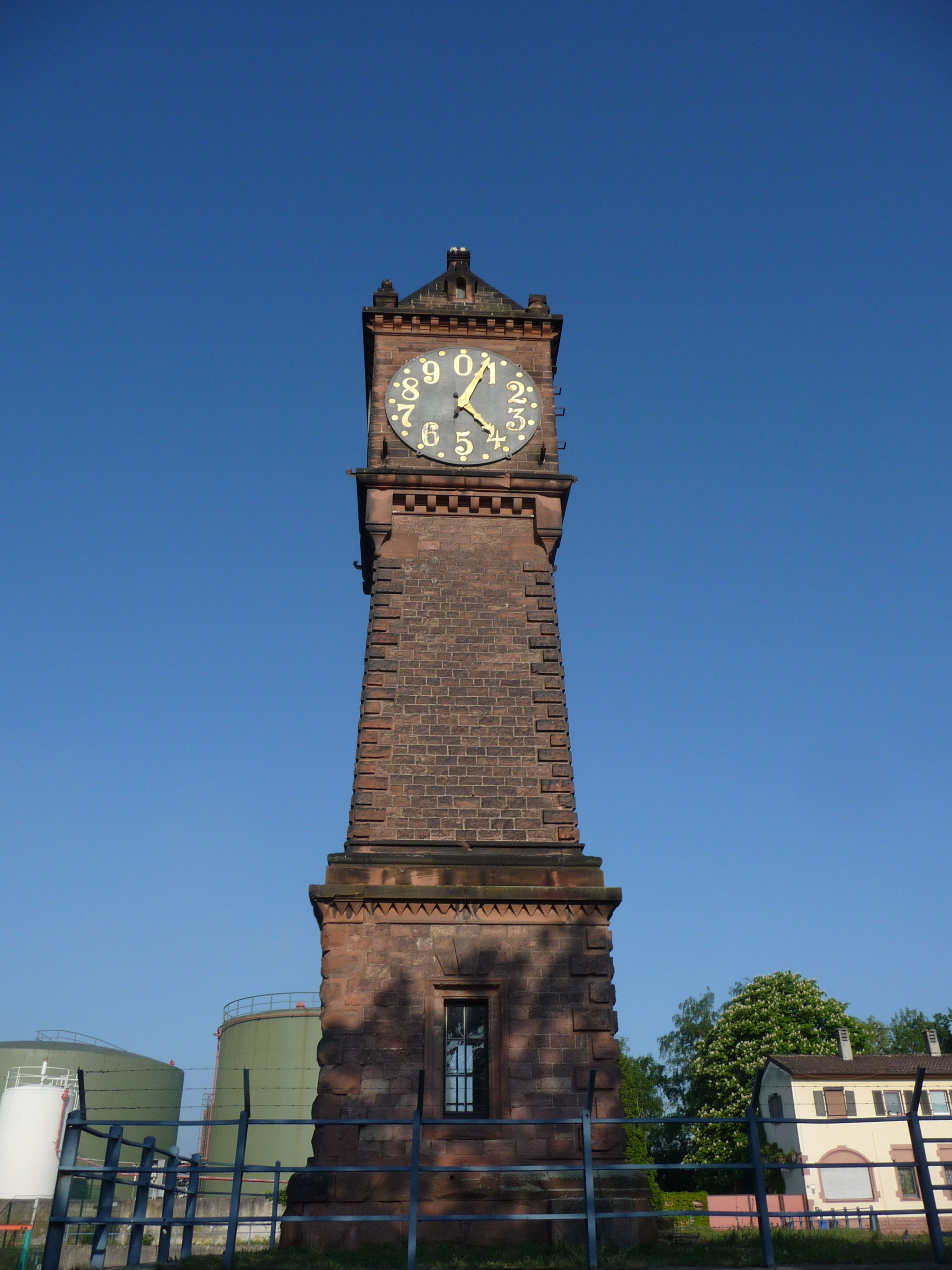
Pegelturm der Kammerschleuse in Ludwigshafen

Die ehemalige Kammerschleuse ist ein Baudenkmal in Ludwigshafen am Rhein.

## Geschichte
Die Kammerschleuse wurde gemeinsam mit dem Luitpoldhafen im Zeitraum von 1894 bis 1897 errichtet. Die Schleuse war erforderlich, um eine Strömung vom Rhein her durch das Hafenbecken zu verhindern, da das andere Ende des Hafenbeckens etwa 2,2 km flussabwärts liegt.
In den 1960er-Jahren wurde sie außer Betrieb gesetzt, im Jahre 1967 die Drehbrücke und das Schleusentor nördlicherseits demontiert. Ein danach aufgeschütteter Damm verbindet seitdem den Turm fest mit der Parkinsel.

## Turm mit Pegeluhr
Den zugehörigen, etwa 20 Meter hohen Pegelturm aus Sandstein baute das königliche Straßen- und Flussbauamt Speyer um das Jahr 1900; er steht heute unter Denkmalschutz. Er hat einen quadratischen Grundriss und trägt an seinem oberen Ende eine Pegeluhr, die den Pegel im Hafen anzeigt. Ähnlich wie ein Kirchturm hat der Pegelturm an allen vier Seiten Zifferblätter, so dass die Pegelanzeige aus allen Richtungen zu sehen ist. Umrisse der ehemaligen Schleusenkammer und andere technische Details sind heute noch am Turm erkennbar. Die darin enthaltene Anzeigemechanik stammt vom Karlsruher Institut Otto Behm. Der Turm steht auf einer gepflasterten Terrasse und verjüngt sich zwischen dem etwa im unteren Höhendrittel umlaufenden kräftigen Gesims und dem über einem weiteren Gesims etwas auskragenden, annähernd würfelförmigen Aufbau mit der Pegeluhr.
Seit 2015 ist die Pegelmechanik nicht mehr in Funktion, sie zeigt einen Pegel von 3 Metern an, der unabhängig vom tatsächlichen Wasserstand ist.
Eigentümer des Turms sind die Hafenbetriebe Ludwigshafen am Rhein.